# Bill Dillard
William "Bill" Dillard (Philadelphia, 20 juli 1911 – New York, 16 januari 1995) was een Amerikaanse jazz-trompettist en zanger uit het swing-tijdperk. Ook was hij acteur op Broadway.

## Jazz
Dillard begon trompet te spelen toen hij twaalf was. In zijn carrière speelde hij met talloze jazzgrootheden, zoals met Jelly Roll Morton (waarmee hij in 1929 opnam), King Oliver, Benny Carter, Spike Hughes (opnames in 1933), Teddy Hill (opnames in 1937), Django Reinhardt (opnames in 1937), Dickie Wells (idem), Roy Eldridge en Coleman Hawkins. Hij was tevens mentor voor enkele jazzmusici, waaronder Dizzy Gillespie met wie hij op opnames meespeelde en zong. Als leider heeft hij slechts één album gemaakt, vier jaar voor zijn overlijden.

## Broadway
Dillard speelde in "Carmen Jones" en zong in onder meer de Broadway-producties "Regina" en "Beggars Holiday". Ook had hij enkele tv-rollen, zoals in de soap "Love of Life".
Dillard overleed aan de gevolgen van onder meer een longontsteking.

## Discografie
- Bill Dillard With Michael Boving's Rhythmakers (opnames 1991), Storyville, 2002